# Giornata mondiale del turismo
La giornata mondiale del turismo (in inglese World Tourism Day) è una ricorrenza internazionale celebrata il 27 settembre di ogni anno. È stata così designata dall'Assemblea generale delle Nazioni Unite del settembre 1979.
“Il Turismo e il Lavoro: un futuro migliore per tutti” è il tema della 40ª Giornata Mondiale del Turismo 2019, che
richiama l’iniziativa: “Il futuro del lavoro”, voluta dall’Organizzazione Internazionale del Lavoro (ILO),
che quest’anno celebra i suoi 100 anni. La giornata verrà commemorata in un paese dell'Asia, l'India, la cui capitale è Nuova Delhi.
Il 39º anniversario (1980 - 2018) della Giornata Mondiale del Turismo è stato commemorato in un paese dell'Europa, l'Ungheria, la cui capitale è Budapest, con il tema “Il turismo e la trasformazione digitale".
La giornata del 2018 si centrava sulla necessità di investire su tecnologie digitali rivoluzionarie, che aiutino a creare un ambiente di innovazione e apprendimento nel settore turistico. Viviamo in un mondo sempre più connesso e interdipendente nel quale i progressi digitali stanno trasformando il nostro comportamento, cambiando il modo in cui ci informiamo, sviluppando l'innovazione. Non solo abbiamo bisogno di nuovi strumenti, ma anche di nuove capacità e forme di pensare. Così che nella famiglia delle Nazioni Unite si stanno disegnando progetti, iniziative e alleanze innovatrici.
Per la vasta portata in molti settori, dall'infrastruttura all'energia fino al trasporto e la sanità, e l'enorme impatto nella creazione di posti di lavoro, il turismo contribuisce in maniera vitale all'Agenda 2030 delle Nazioni Unite per uno sviluppo sostenibile.
Il turismo al servizio della crescita inclusiva è il tema della 42ª Giornata Mondiale, che verrà commemorata in un paese dell'Africa, Costa d'Avorio. Il turismo ha una capacità unica di garantire che nessuno venga lasciato indietro, come ad esempio è riconosciuto nell'Anno del Turismo per lo Sviluppo Inclusivo e nella Giornata Mondiale del Turismo 2021.